# Demitologizacja
Demitologizacja (niem. Entmythologisierung) – postulat w hermeneutyce biblijnej zaproponowany przez Rudolfa Bultmanna, biblistę i teologa ewangelickiego. Demitologizacja oznacza egzystencjalną interpretację mitów biblijnych w zwiastowaniu Nowego Testamentu, aby utrzymać jego ważność dla współczesnego człowieka. Choć pojęcie to zostało wprowadzone i spopularyzowane przez Bultmanna, to potrzeba przezwyciężenia mityczności religii pojawiała się już wcześniej w historii Kościoła i myśli teologicznej.  

## Nowy Testament a mitologia
Rudolf Bultmann ogłosił swój program demitologizacji Nowego Testamentu w 1941 roku w wykładzie pt. Neues Testament und Mythologie. Das Problem der Entmythologisierung der neutestamentlischen Verkündigung (Nowy Testament a mitologia. Problem demitologizacji zwiastowania nowotestamentowego), który tego samego roku został opublikowany. Według Bultmanna obraz świata obecny w Nowym Testamencie jest mityczny, a przez to niezrozumiały i niewiarygodny dla współczesnego człowieka. Rodzi to problem dla dzisiejszego chrześcijaństwa, którego zwiastowanie wymaga uznania minionego obrazu świata za prawdziwy. W związku z tym, że współczesny obraz świata jest uformowany przez naukowe myślenie, a chrześcijańskie zwiastowanie stało się przez to niezrozumiałe, to potrzebna jest nowa droga interpretacyjna. Tym samym mit powinien być interpretowany nie kosmologicznie, ale antropologicznie. Nie daje on obiektywnego obrazu świata, ale wyraża sposób, w jaki sposób człowiek rozumie siebie w swoim świecie. 

Według Bultmanna:
"Nie można używać elektrycznego światła i radioodbiorników, w przypadku choroby korzystać ze współczesnych środków medycznych i klinicznych i jednocześnie wierzyć w świat cudów i duchów Nowego Testamentu. I kto uważa, że może dla swojej osoby tak czynić, musi sobie uświadomić, że deklarując to dla utrzymania chrześcijańskiej wiary, czyni chrześcijańskie zwiastowanie niezrozumiałym i niemożliwym we współczesności."
Bultmann dostrzegał, że XIX-wieczne próby demitologizacji okazały się błędne, ponieważ wraz z mitologią odcinały kerygmat, a więc istotę zwiastowania chrześcijaństwa. Z kolei w XX wieku pojawiło się niebezpieczeństwo w postaci wzywania do prostego przyjęcia i powtarzania nowotestamentowego kerygmatu. Bezkrytyczne powtarzanie mitologii Nowego Testamentu sprawia, że kerygmat jest niezrozumiały dla współczesnego człowieka. Bultmann zaproponował więc, aby demitologizacja – zamiast krytycznego wyeliminowania mitologii – była krytyczną interpretacją tekstów biblijnych w duchu filozofii egzystencjalistycznej. W takim rozumieniu sensem mitologii nie jest obiektywizujący obraz świata, ale rozumienie własnej egzystencji. Bultmann za wzór egzystencjalnej demitologizacji uważał pracę Hansa Jonasa pt. Gnosis und spätantiker Geist (Gnoza i duch późnego antyku).
Bultmann swoim programem demitologizacji wywołał burzliwą dyskusję w środowiskach akademickich i kościelnych. Jedną z bardziej znaczących debat była dyskusja z filozofem Karlem Jaspersem.